# Juan Peláez González
Juan Peláez González (Santander, 24 de febrer de 1973) és un exfutbolista càntabre, que jugava de defensa.
Va destacar sobretot a les files del Racing de Santander, amb qui va jugar a Primera i Segona Divisió a principis de la dècada dels 90.